# Brevicoccus clavisetosus
Brevicoccus clavisetosus är en insektsart som beskrevs av Hambleton 1946. Brevicoccus clavisetosus ingår i släktet Brevicoccus och familjen ullsköldlöss. Inga underarter finns listade i Catalogue of Life.